# Ischnura senegalensis
Ischnura senegalensis – gatunek ważki z rodziny łątkowatych (Coenagrionidae). Szeroko rozprzestrzeniony i pospolity. Występuje na terenie Afryki, Azji i Oceanii.
W RPA imago lata od września do końca maja, pojedyncze osobniki latają przez cały rok. Długość ciała wynosi 29–30 mm. Długość tylnego skrzydła 14,5–15,5 mm.
W 2018 roku w domowym akwarium w Siedlcach stwierdzono pierwsze zawleczenie tego gatunku do Polski; zebrano dwa imagines (samca i samicę) oraz pięć wylinek. Prawdopodobnie osobniki te dostały się do akwarium w formie jaj na roślinach akwariowych sprowadzonych z Azji poprzez Holandię. Był to trzeci (po Mecistogaster sp. i Crocothemis servilia) egzotyczny gatunek ważki, którego zawleczenie do Polski udało się stwierdzić.